# Bataille du fort French Folly
Notes
1 Comprenant 2 chaloupes, 2 barges, 3 pinasses, 6 coutres, et 1 canot de capitaine (Captain's gig)
deuxième guerre de l'opium
La bataille du fort French Folly est la capture par les forces Britanniques du French Folly fort à Canton (Chine) le 6 novembre 1856, le lendemain de la première bataille de Canton au cours de la Seconde Guerre de l'Opium. 

## Contexte
Après avoir occupé la ville durant la bataille de Canton, les britanniques se replient sur leurs navires en espérant des concessions de la part du gouverneur Ye Mingchen. Ces dernières n'arrivant pas, les Britanniques rouvrirent le feu au matin du 30 octobre 1856, pour maintenir la brèche ouverte. Les bombardements se poursuivent quotidiennement jusqu'au 5 novembre, depuis le HMS Encounter, le HMS Sampson, et le Dutch Folly fort. Les britanniques ciblent alors principalement les bâtiments du gouvernement et les forts à l'arrière de la ville. 

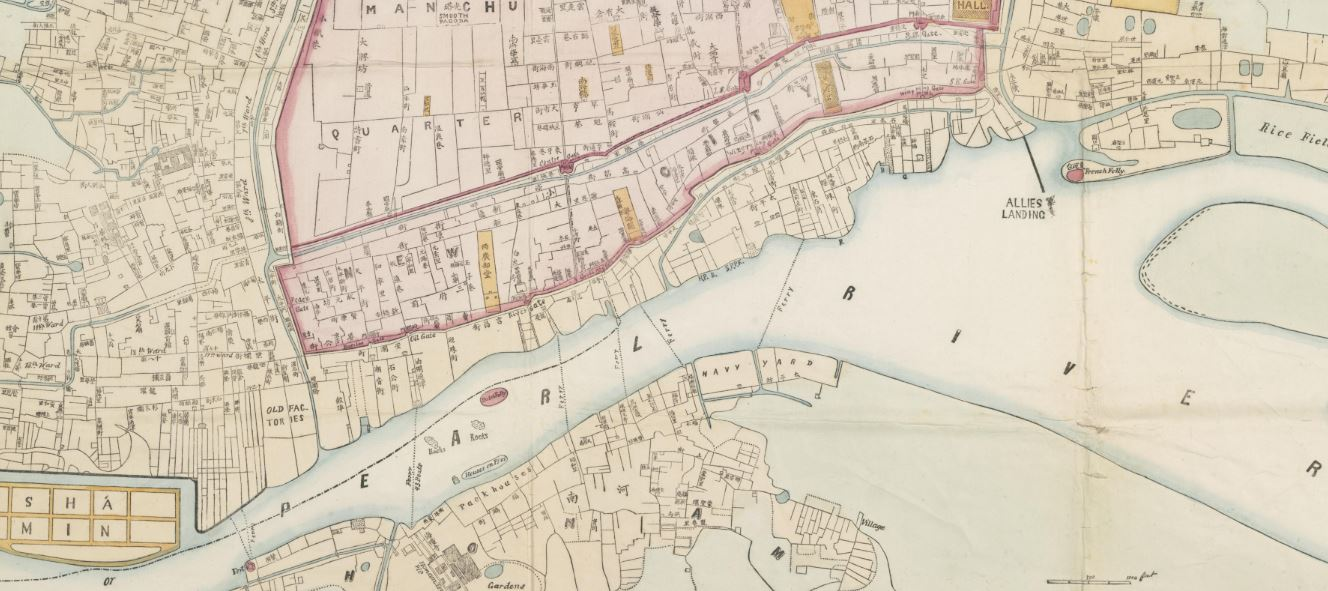
Carte de la première bataille de Canton, les folly forts French Folly et Dutch Folly situés sur la rivière sont en rouge.

## Bataille
Le 6 novembre 1856, 23 jonques de guerre chinoises se rassemblent sous la protection du fort French Folly fort les Britanniques dispersent sans problème les jonques chinoises et capturent le fort French Folly situé au bord de la Rivière des Perles. La bataille dure près d'une heure. Le consul Britannique Harry Parkes rapporta que les Chinois mirent en œuvre une « résistance acharnée » et que l'engagement fut « des plus honorables pour la bravoure, non seulement de nos hommes, mais également des Chinois ».

## Suites
Les troupes britanniques capturent finalement la ville et Ye Mingchen en décembre après un bombardement soutenu. Ye est envoyé comme prisonnier de guerre à Calcutta où il meurt un an plus tard.
Les Britanniques retournent à Hong Kong le 5 janvier 1857.

## Galerie

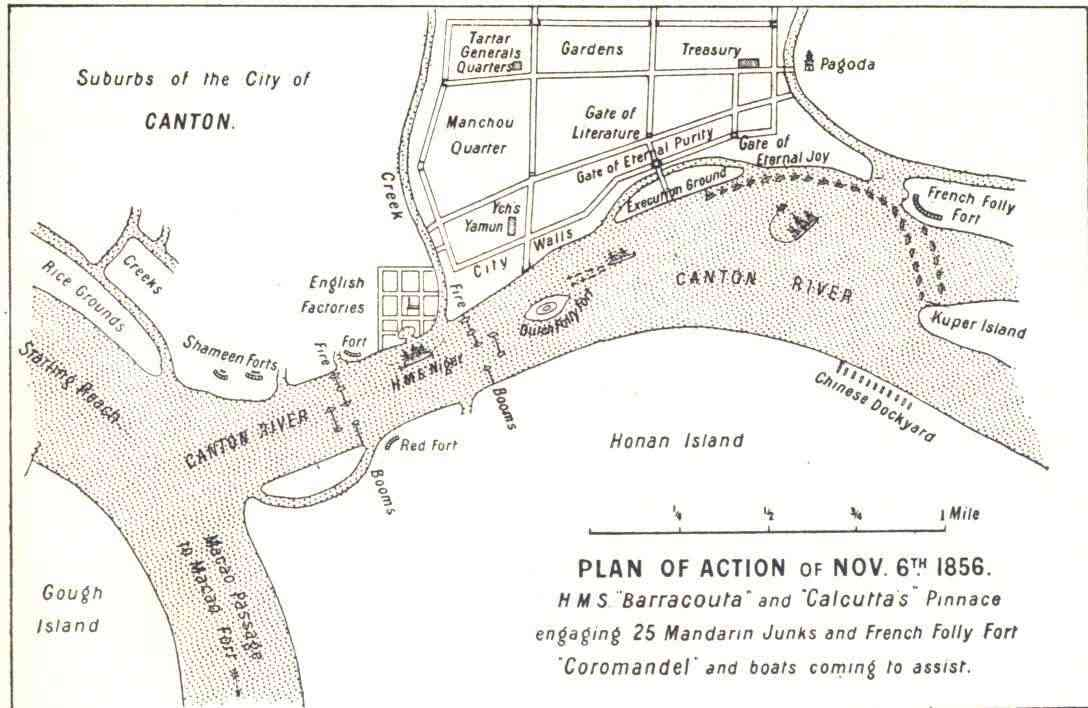
Carte de la bataille
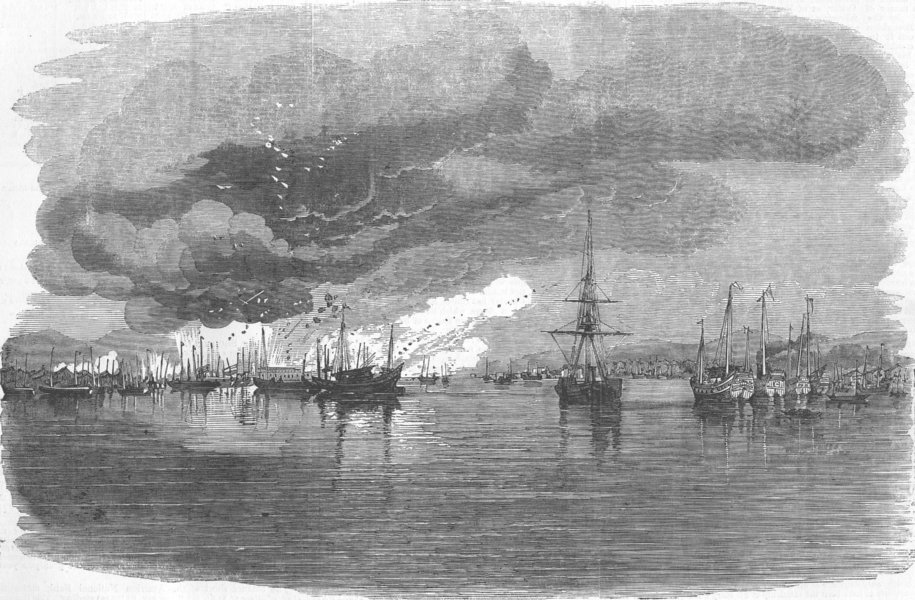
Fin de la bataille montrant l'explosion de jonques
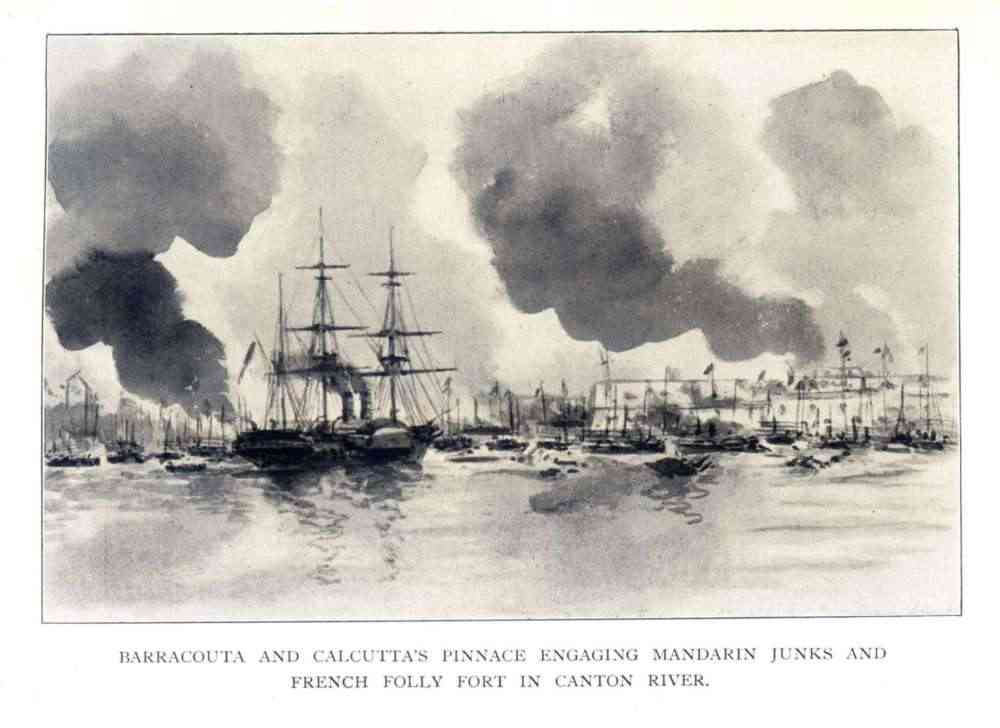
Le HMS Barracouta et une pinasse du HMS Calcutta  engageant des jonques
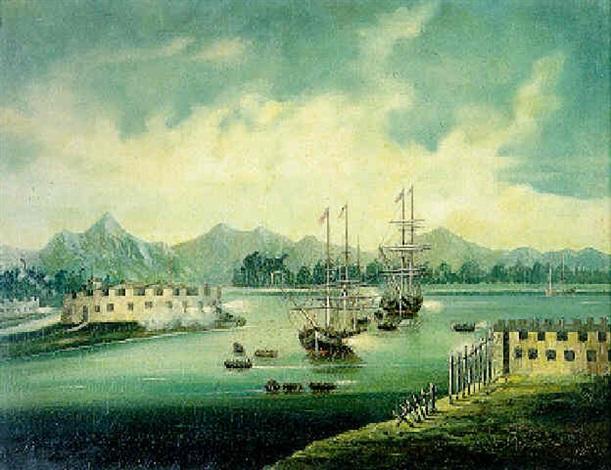
Bataille du fort French Folly par un peintre Chinois